# Mikrosfera
Mikrosfera - sferyczne drobiny o rozmiarach mikrometrycznych, często wypełnione wewnątrz różnego rodzaju substancjami. Mikrosfery można wytwarzać ze szkła, ceramiki, polimerów syntetycznych i naturalnych. Niektóre, naturalne polipeptydy tworzą mikrosfery spontanicznie. Spontaniczne mikrosfery polipetydów są nazywane protenoidami. 
Mikrosfery wytwarza się różnymi metodami, m.in. przez:
- mechaniczne, ściśle kontrolowane rozdrabnianie materiałów porowatych z natury
- kontrolowane spienianie, a następnie rozdrabnianie sztywnych pianek
- metodami kontrolowanej koagulacji i sedymentacji koloidów
- ściśle kontrolowaną polimeryzację w emulsji.

Możliwość kontrolowanego otrzymania protenoidów w laboratorium została zademonstrowana w 1957 r. przez Sidneya Foksa. Dokonał tego, podgrzewając mieszaninę wysuszonych aminokwasów dodając wody. Otaczające błony mikrosfer wykazywały potencjał elektryczny. Udowodniono też, że błony te zdolne są do osmozy. Pierwotnym celem tych badań, było przeprowadzenie dowodu, że w trakcie procesu ewolucji możliwe było spontaniczne powstawanie pierwotnych komórek organizmów żywych wprost z aminokwasów.
Współcześnie badania nad syntetycznymi mikrosferami posiadają szereg konkretnych zastosowań, m.in.:
- do transportu leków, wewnątrz organizmu do wybranych tkanek
- jako testy diagnostyczne
- jako materiały o szczególnych własnościach mechanicznych (dodatki do smarów i tworzyw samosmarujących)
- jako materiały o szczególnych własnościach termoizolacyjnych - np: w formie dodatków do betonu
- dodatki do farb, lakierów i kosmetyków wykazujących efekt opalizowania
- na ich bazie tworzy się tusze i kserożele do drukarek

i wiele innych.